# Saint-Roch
Saint-Roch é uma comuna francesa na região administrativa do Centro, no departamento Indre-et-Loire. Estende-se por uma área de 4,74 km². Em 2010 a comuna tinha 1 270 habitantes (densidade: 267,9 hab./km²).